# Atsutaka Nakamura
Atsutaka Nakamura (中村 充孝?, Nakamura Atsutaka; Osaka, 13 settembre 1990) è un calciatore giapponese, attaccante dell'Iwate Grulla Morioka.

## Palmarès

### Club

#### Competizioni nazionali
- Coppa J. League: 1

Kashima Antlers: 2015
- Campionato giapponese: 1

Kashima Antlers: 2016
- Coppa dell'Imperatore: 1

Kashima Antlers: 2016
- Supercoppa del Giappone: 1

Kashima Antlers: 2017

#### Competizioni internazionali
- Coppa Suruga Bank: 1

Kashima Antlers: 2013
- AFC Champions League: 1

Kashima Antlers: 2018